# ミネベア ソフトウェアソリューションズ
ミネベア ソフトウェアソリューションズ株式会社（Minebea SoftwareSolutions Inc）は、神奈川県川崎市 に本社を置くシステムインテグレーター。ミネベアミツミのグループ会社であり、本多通信工業株式会社の完全子会社である。

## 概要
1983年に本多通信工業のコンピュータ利用に関する調査、ソフト開発、運用・保守を目的として設立。
創業30周年を迎えた2013年に「株式会社HTKエンジニアリング」に社名を変更。2022年に親会社の本多通信工業がミネベアミツミの傘下となり、同社のグループとなったことに伴い、"ミネベア"を冠した社名へ再度変更された。

## 事業所所在地
- 本社 - 神奈川県川崎市川崎区
- 大阪営業所 - 大阪府大阪市北区
- 北陸営業所 - 石川県金沢市鞍月
- 沖縄営業所 - 沖縄県浦添市牧港

## 沿革
- 1983年 2月  - 本多通信工業(株) 100%出資により本多通信エンジニアリング株式会社を設立
- 1983年 5月  - 本社事務所を東京都恵比寿に開設
- 1984年 3月  - 沖縄営業所開設
- 1985年 5月  - 株式会社ホンダヱンジニアリングに社名変更
- 1987年 3月  - 本社事務所川崎市溝ノ口へ移転
- 1988年 4月  - 本社事務所横浜駅西口へ移転
- 2004年 3月  - ISO9001:2000認証取得
- 2006年 8月  - 東京事業所を東京都目黒区に開設
- 2008年11月  - 本社事務所と東京事業所を統合し、川崎市に移転
- 2009年 7月  - ISO/IEC27001:2005認証取得
- 2009年12月  - ISO14001:2004認証取得
- 2011年 3月  - プライバシーマーク認証取得
- 2013年 6月  - 大阪営業所を大阪市北区に開設
- 2013年12月  - 株式会社HTKエンジニアリングに社名変更[1]
- 2014年 7月  - 北陸営業所を石川県金沢市に開設
- 2016年10月  - LPI-Japanプラチナスポンサー制度に参加
- 2022年10月 - ミネベア ソフトウェアソリューションズ株式会社に社名変更[2]